# Thérèse Schwartze
Thérèse Schwartze, gift van Duyl, född den 20 december 1851 i Amsterdam, död där den 23 december 1918, var en holländsk målare. Hon var dotter till porträttmålaren Johan Georg Schwartze. 
Thérèse Schwartze var elev till fadern, till Gabriel von Max och Franz von Lenbach i München samt till Jean-Jacques Henner och Léon Bonnat i Paris. Hon vann ett namn genom energiska och färgkraftiga studier av kvinnor och barn: Barnhusbarnen sjunger psalmer (1889), Lutherska nattvardsbarn i Amsterdam (1894), Gud är de faderlösas moder och andra. Hon blev även en eftersökt och uppburen porträttmålarinna. 
Hon är en av de få kvinnliga målare som blivit inbjuden att bidra med sina porträtt på Uffizierna i Florens.
Bland hennes många alster inom denna konstgren märks porträtt av hennes mor, av drottningarna Emma och Vilhelmina, av Transvaals president Paul Kruger och självporträtt. Många porträtt har hon utfört i pastell. Hon är representerad i holländska museer, i Amsterdam, Rotterdam, universitetet i Leiden och Mesdags museum i Haag med flera ställen.

## Galleri

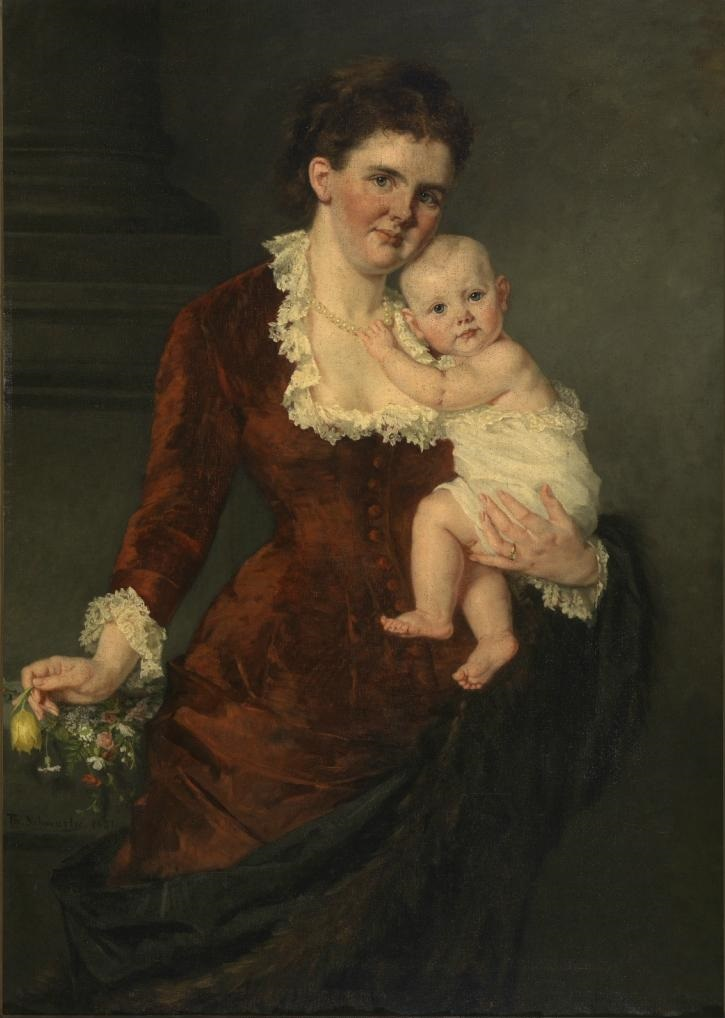
Drottning Emma och prinsessan Wilhelmina, 1881
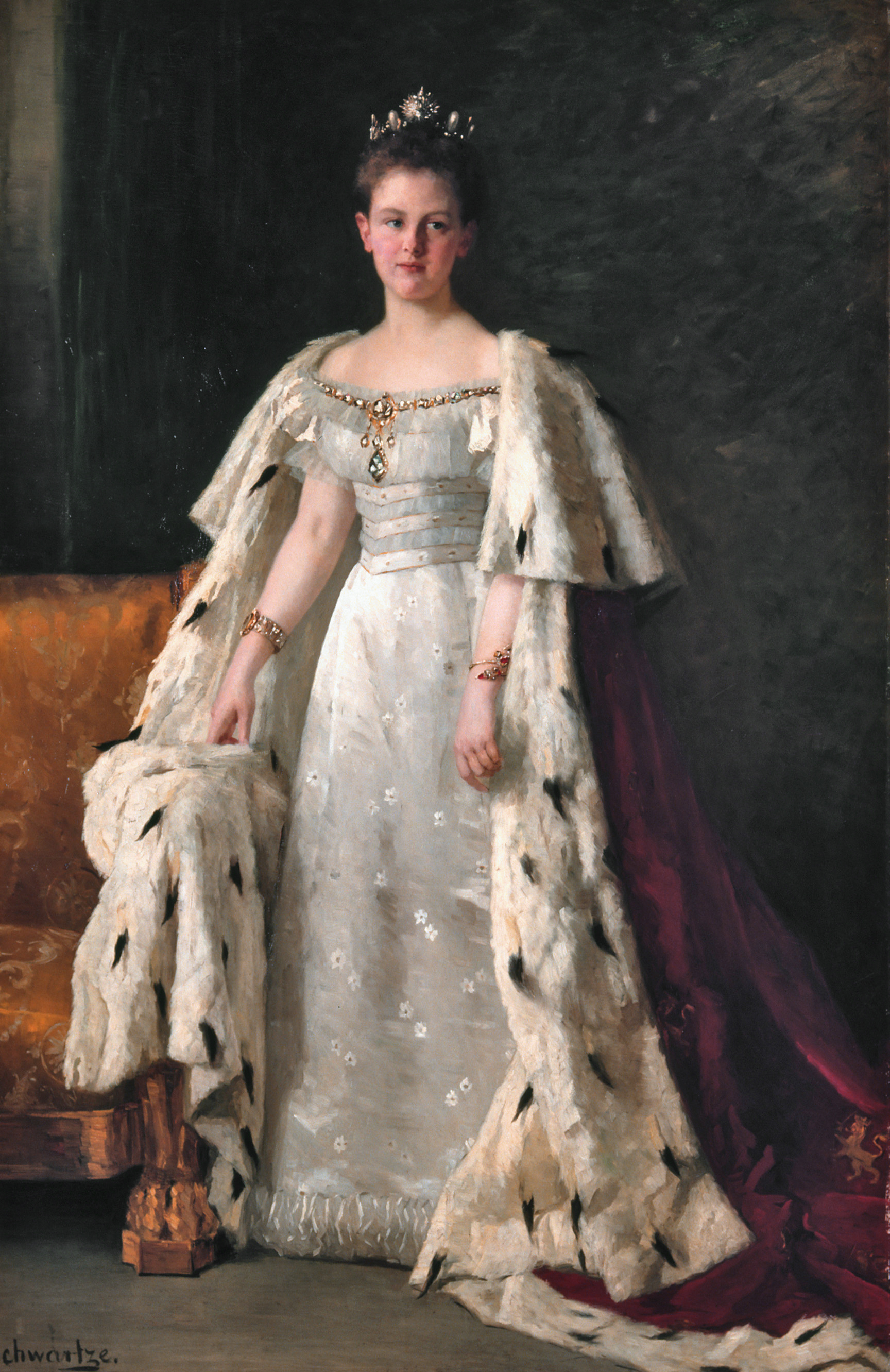
Drottning Wilhelmina, 1898
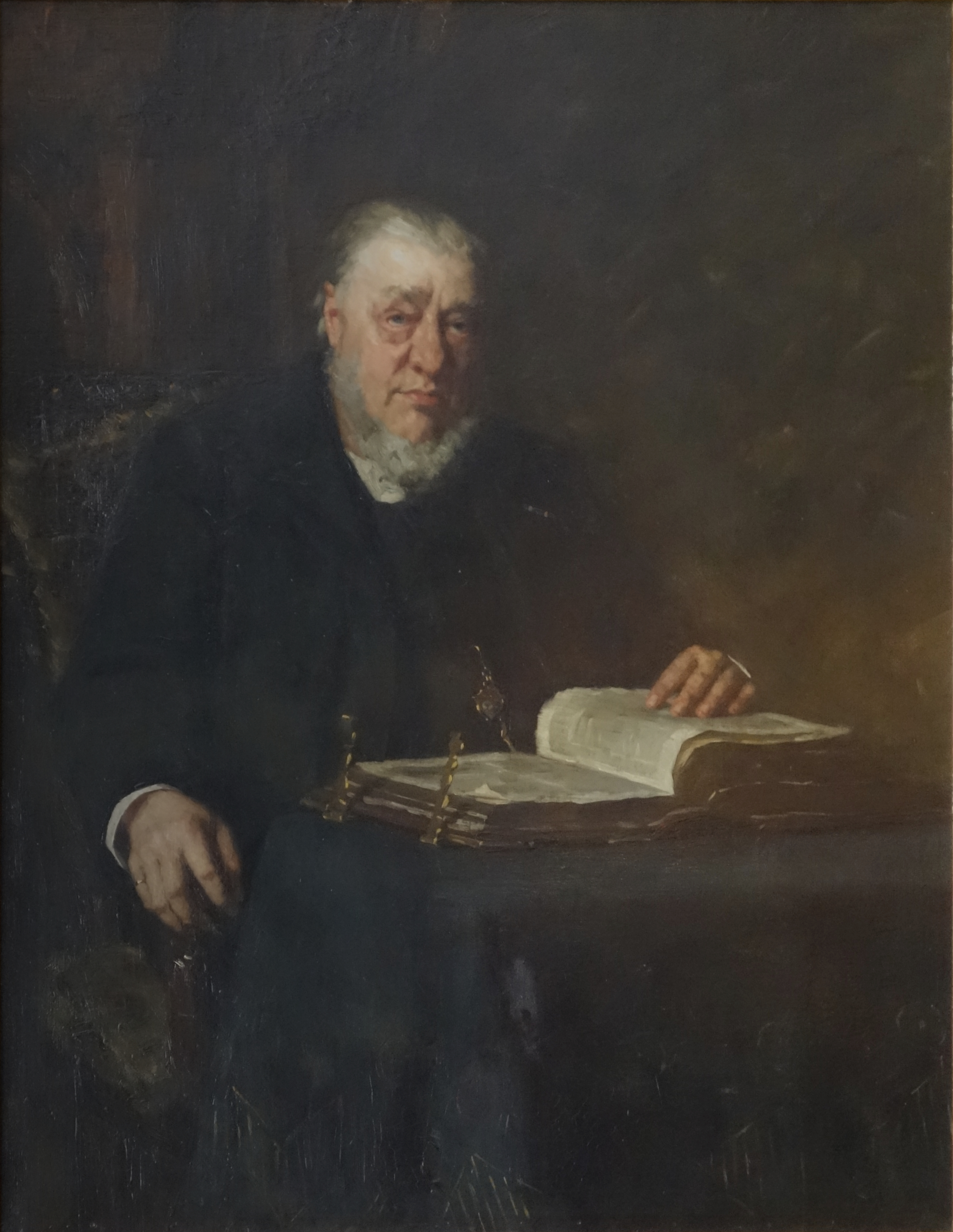
Paul Kruger
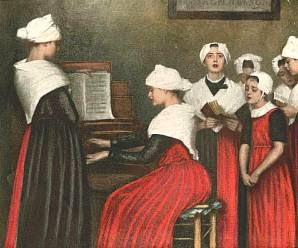
Barnhusbarnen sjunger psalmer
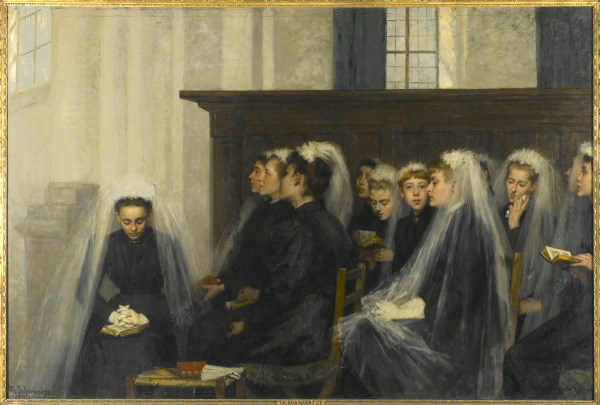
Lutherska nattvardsbarn i Amsterdam
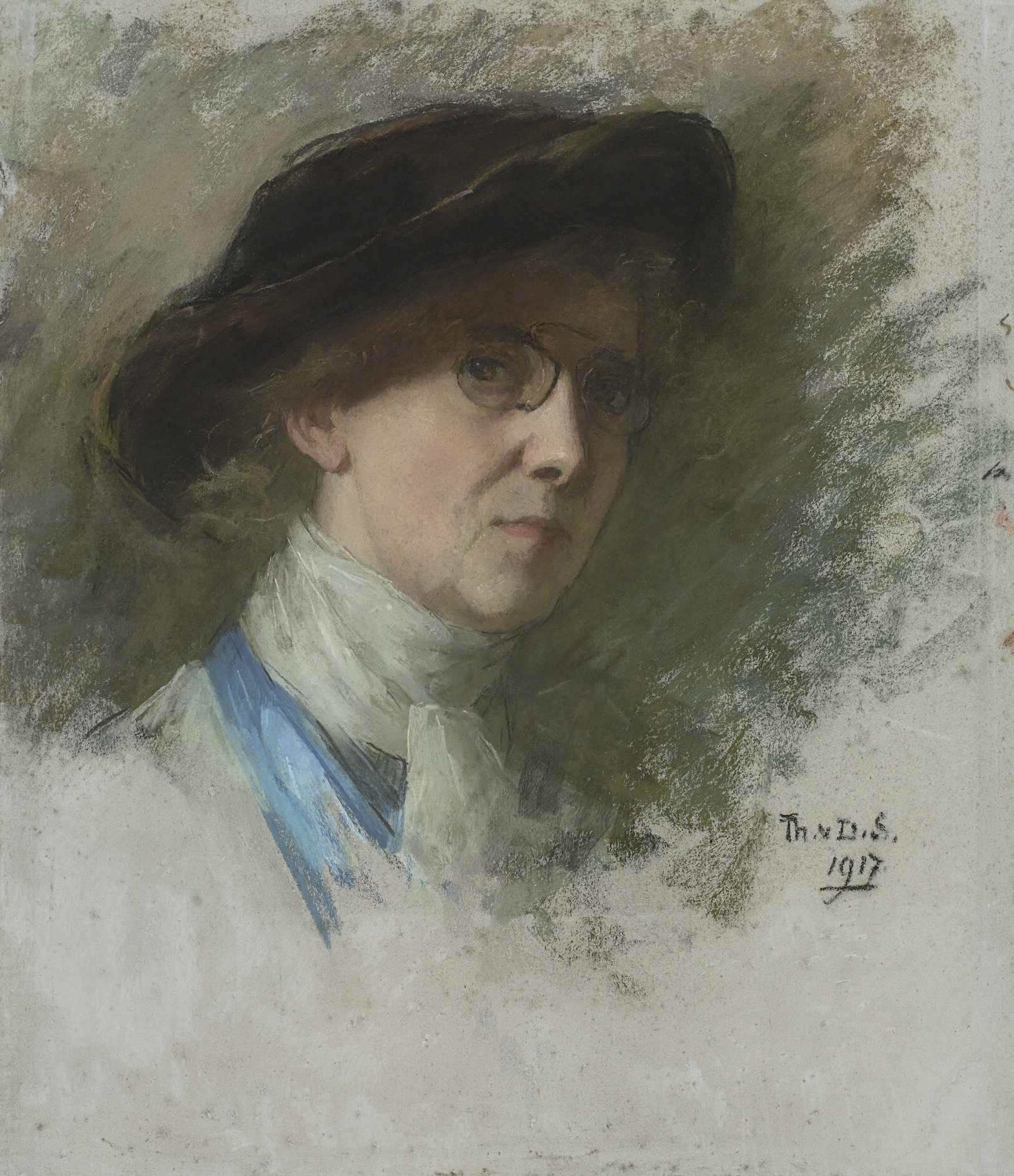
Självporträtt, 1917